# أشلي نيل
أشلي نيل (بالإنجليزية: Ashley Neal)‏ (16 ديسمبر 1974 في المملكة المتحدة - ) هو لاعب كرة قدم بريطاني في مركز الدفاع. لعب مع برايتون أند هوف ألبيون ونادي بيتربورو يونايتد ونادي ليفربول وهدرسفيلد تاون.

## وصلات خارجية
- أشلي نيل على موقع Soccerbase.com (لاعب) (الإنجليزية)